# 貓肉

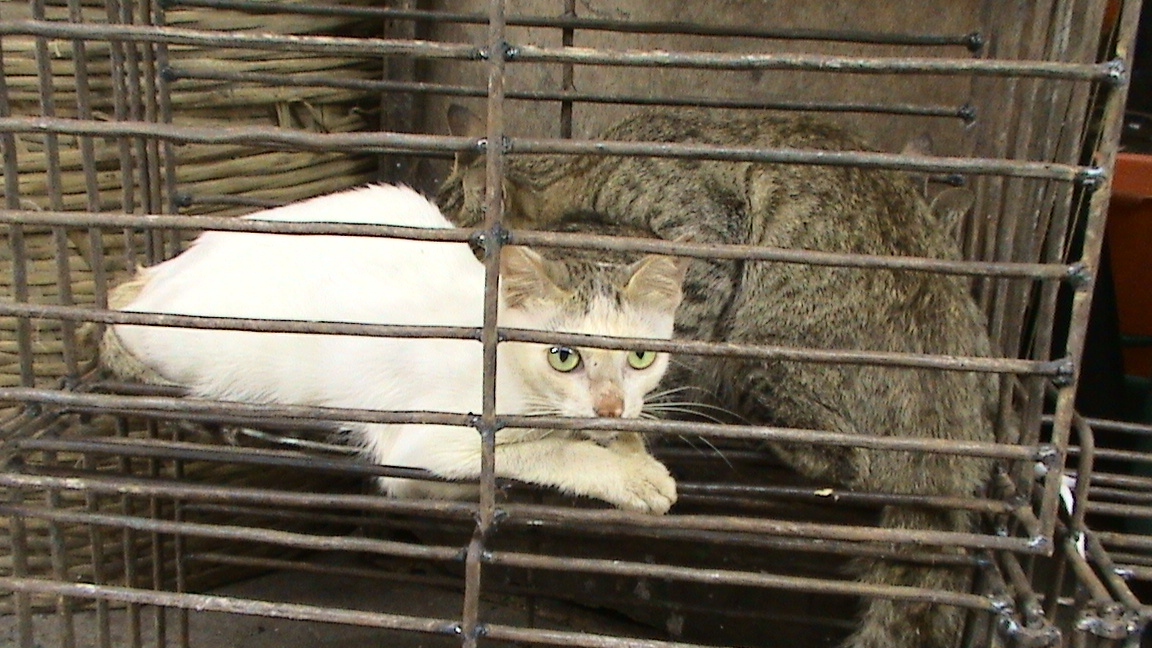
在东亚市场出售的猫。这些猫会被餐館买走或現場屠宰。

貓肉是用猫制作的供人食用的肉。人类在史前时代就有食用猫肉的记录。

## 各地情况

### 亚洲

#### 中国
据中国古籍《本草纲目》记载，猫肉味道不佳，不适合食用，故古时食貓肉並不盛行，因此猫肉在中国并未被广泛食用。但在岭南地区的广东和广西两地，一些人——尤其是老年人——认为猫肉是冬季保暖的好食材。在中国廣東，貓肉是傳統菜龍虎鳳的原料之一，当地人认为它能补身子。猫大腿的肉会制成肉丸煲汤，肠胃也会食用，頭部和其餘部分则会被丟棄。目前僅有深圳市和珠海市于2020年禁止食用猫肉。
随着作为宠物的猫在中国广泛受到喜爱，反对以猫为食的传统做法的人也越来越多。2006年6月，大约40名活动人士冲进深圳的方记猫肉丸餐厅，迫使其关闭。

#### 日本
在日本，直到江户时代末一直有食用猫肉的记录。在琉球群島，猫肉是用于治疗胸膜炎、气管炎、肺病和痔瘡的传统食物。

#### 朝鲜半岛
食用貓肉在朝鲜半岛历史上是治疗神經痛和關節炎的民間療法。而在现代，当地消費者也青睐喝貓肉湯。

#### 越南

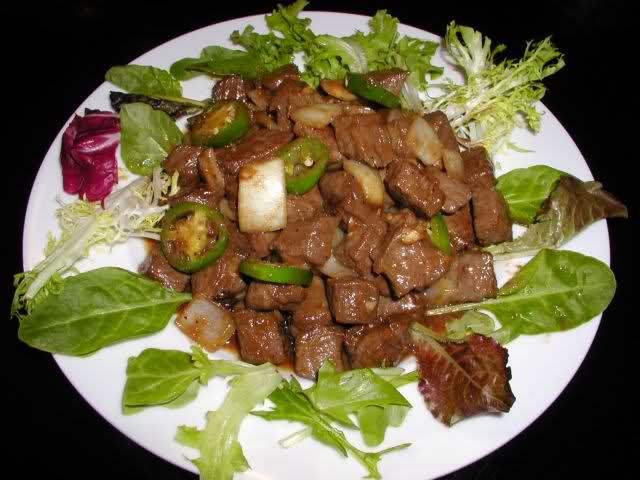
越南的一盘猫肉。

在越南，食用猫肉属非法行为，但民众仍有食用。当地貓肉市場需求较大，河內的貓通常由中國和寮國偷運入境。据统计，越南每年要食用超过400万只猫。贩卖猫肉的餐厅通常以“tiểu hổ”（意为“小虎”）代指猫肉。根据越南北部的人们的说法，猫胆具有壮阳作用。然而，河内市的官员在2018年敦促市民停止吃狗肉和猫肉，理由是担心屠宰动物的残忍方法以及这种做法传播的疾病，包括狂犬病和钩端螺旋体病，不过，这种劝告的主要原因似乎是担心食用猫狗可能会损害这座城市作为“文明和现代首都”的形象，因为相当一部分供食用的“流浪猫狗”实际上是城市里丢失的宠物。

#### 印度
印度的部分地区也有食用猫肉的习惯。猫肉是Narikurvar族人婚礼的菜肴之一。在男性婴儿出生时，Narikurvar族人有时也会烹饪猫肉汤庆祝。

#### 澳大利亚
在澳大利亚愛麗斯泉地区，当地原住民有烧烤野猫肉的传统，他们甚至发明了炖猫肉的食谱。而后来，当地的一些非原住民也开始食用猫肉。

### 非洲

#### 喀麦隆
在喀麥隆，当地的一些文化认为，食用猫肉会给人们帶來好運。

### 欧洲

#### 英国
十八世纪的英国曾有食用猫肉的记录。

#### 法国和西班牙
在17世纪，以及第一次世界大战期间和第二次世界大战期间，西班牙和法国的部分地区有食用猫肉的习惯。

#### 意大利
意大利北部也曾存在食用猫肉的现象，人们至今仍对该国北部的维琴察人吃猫肉存有刻板印象。

### 美洲

#### 秘鲁
在秘鲁，猫肉不是常见菜肴，但在上欽查和瓦里，猫肉是传统菜肴白汁肉塊的原料之一。

## 健康争议
科学家曾指出，食用野貓可能使人類接触一些病菌和毒素（例如狂犬病毒），对身体健康有害。 越南曾有因屠宰并食用生病的猫而引起狂犬病的报告。

## 对食用的禁止

### 传统禁止
伊斯蘭教传统上禁止食用貓肉。

### 法律禁止
2010年1月26日，中华人民共和国起草了该国第一份《反虐待动物法》草案，其中就有禁止人們食用貓肉的条文，违反规定者最高可被拘留15日。但这一草案至今仍未实质进入立法阶段。不過中國的深圳於2020年3月31日通过《深圳经济特区全面禁止食用野生动物条例》，规定在當地禁止食用猫肉。
2013年10月，秘鲁当局下令停止举办当地年度的猫肉美食节（Festival Gastronomico del Gato）。当局称颁布这一禁令是出于人道与食品安全双重考虑，但这一规定遭到了当地民众批评。有民众認為，貓肉比兔肉或鴨肉更有营养，全球很多地方的人长期食用它，沒有任何坏处。
2014年，瑞士动物保护组织向瑞士国会请愿，要求立法禁止食用猫肉与狗肉。组织的创办人托梅克表示，该请愿已获得1.6万人签名支持。

## 文化
美国科幻电视剧《家有阿福》中，猫肉蘸梅子醬是魔馬克星球的菜肴之一。
2010年电影《奪天書》的开场，主角在一片树林里猎取无毛猫食用。